# Esquerda antistalinista
A esquerda antistalinista (português brasileiro) ou esquerda antiestalinista (português europeu) compreende vários tipos de crítica da política de esquerda de Josef Stalin, do stalinismo como filosofia política e do sistema de governo que Stalin implementou como líder da União Soviética.
Pode também referir-se à oposição de esquerda a ditaduras, cultos de personalidade, totalitarismo e estados policiais, características comumente atribuídas a regimes stalinistas, como os de Kim Il-sung, Enver Hoxha, Fidel Castro e outros, inclusive no antigo Bloco Oriental.

## Trotskismo

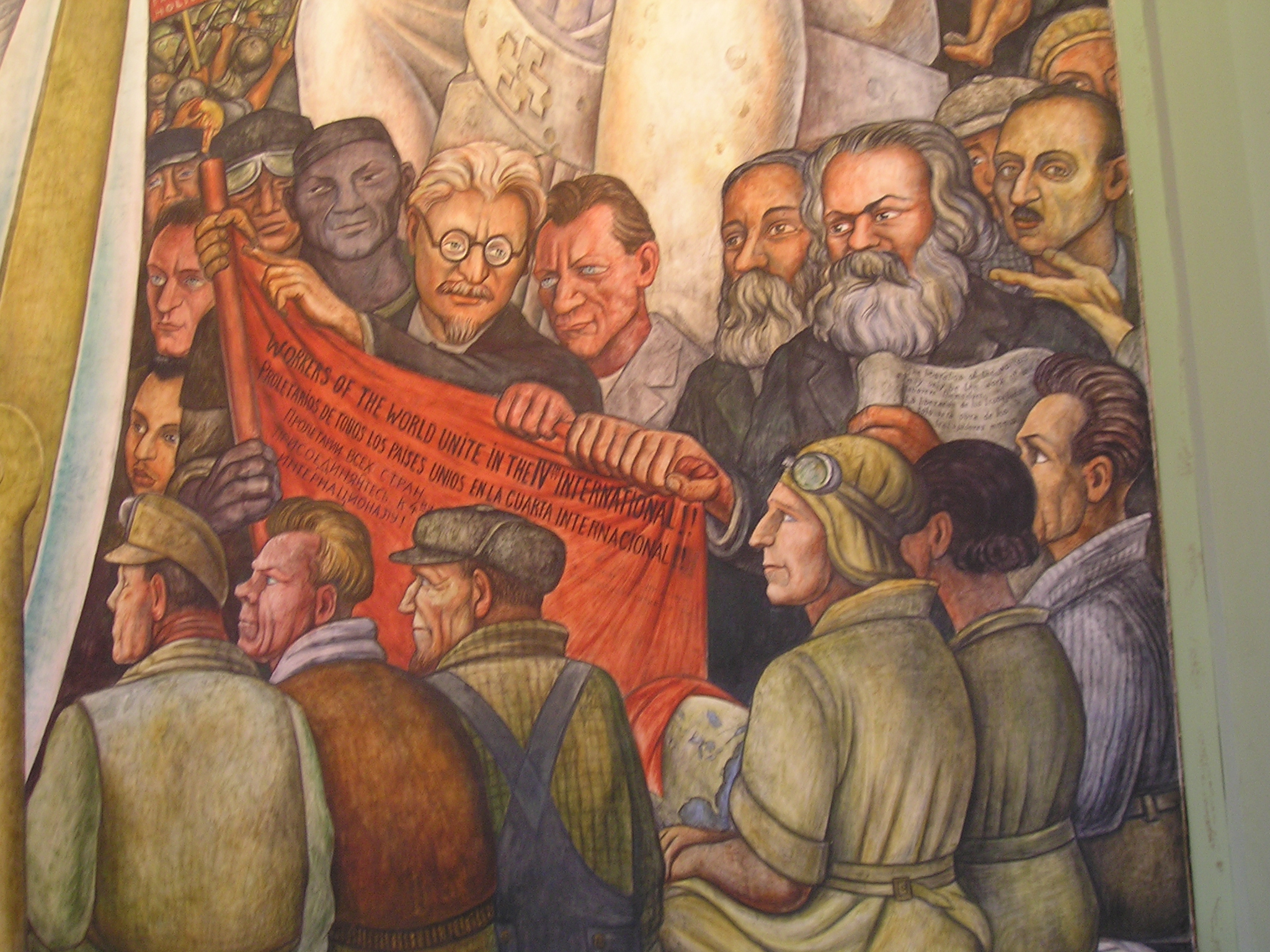
Um mural de Diego Rivera (Homem, Controlador do Universo) descreve Trotsky junto a Marx e Engels como um verdadeiro defensor da luta dos trabalhadores.

Associados e seguidores de Leon Trotsky foram organizados na Oposição de Esquerda dentro dos partidos comunistas antes de serem expurgados nos julgamentos de Moscou na década de 1930. Os trotskistas diferem da maioria das outras manifestações ideológicas da "esquerda antistalinista", na medida em que eles, como os marxistas-leninistas, também afirmam ser leninistas. Posteriormente, seus seguidores formaram a Quarta Internacional em oposição à Terceira Internacional Estalinista. Trotsky via os estados stalinistas como estados operários deformados, onde uma estrutura política dava à maioria dos trabalhadores muito pouco poder na tomada de decisões.
Trotsky e seus seguidores criticaram muito a falta de debate interno entre as organizações e sociedades stalinistas e a repressão política promulgada pelos governos stalinistas (isto é, o grande expurgo ); elementos nacionalistas da teoria stalinista (a tese do socialismo em um único país, por exemplo, adotada por Stalin como política de Estado), que levou a uma estratégia revolucionária muito fraca em um contexto internacional (e rompendo com as tradições internacionalistas do marxismo); e seus métodos ditatoriais, burocráticos, obscurantistas, personalistas e altamente repressivos (que Trotsky chamou de "inquisitorial", em um discurso lido e transmitido em inglês). Trotskistas menos ortodoxos e outros críticos de Stalin viram-no como uma nova forma de estado das classes, chamado coletivismo burocrático (James Burnham, Milovan Đilas e Max Shachtman) ou como capitalismo de estado (Tony Cliff , CLR James e Raya Dunayevskaya).

## Comunismo de esquerda
A esquerda comunista estava inicialmente entusiasmada com a revolução bolchevique , mas as linhas de tensão entre a esquerda comunista e a liderança da Internacional Comunista abriram-se muito em breve. Comunistas de esquerda como Sylvia Pankhurst e Rosa Luxemburgo estavam entre os primeiros críticos esquerdistas do bolchevismo. Os comunistas de esquerda veem o comunismo como algo que só pode ser alcançado pelo próprio proletariado, e não pela ditadura de um partido de vanguarda agindo em seu nome. (Veja também comunismo de conselhos, Humanismo Marxista, esquerdismo, luxemburgismo).

## Anarquismo
Anarquistas como Emma Goldman estavam inicialmente entusiasmados com os bolcheviques, particularmente após a disseminação do panfleto de Estado e a Revolução por Vladimir Lenin, que havia pintado o bolchevismo sob uma luz libertária. No entanto, as relações entre os anarquistas e os bolcheviques se complicou na Rússia soviética (por exemplo, na supressão da revolta de Kronstadt e do movimento makhnovista). Anarquistas e comunistas stalinistas também estavam em conflito armado durante a guerra civil espanhola. Os anarquistas são críticos da natureza estatista e totalitária do stalinismo (e do marxismo-leninismo em geral), bem como de seu culto à personalidade em torno de Stalin (e líderes subsequentes vistos pelos anarquistas como stalinistas, como Kim Il Sung ou Mao Zedong).

## Socialismo democrático
Uma corrente significativa do movimento socialista democrático se definiu em oposição ao stalinismo. Isso inclui George Orwell, HN Brailsford, Fenner Brockway, e o Partido Trabalhador Independente na Grã-Bretanha (particularmente após a Segunda Guerra Mundial). Houve também uma série de socialistas antistalinistas na França, incluindo escritores como Simone Weil e Albert Camus, bem como o grupo em torno de Marceau Pivert. Nos Estados Unidos, os intelectuais de Nova York em torno dos periódicos Partisan Review and Dissent viam o comunismo soviético como uma forma de totalitarismo em alguns aspectos espelhando o fascismo.

## Oposição de direita
Outra grande divisão no movimento comunista internacional foi aquela entre Stalin e a Oposição de direita, liderada por Nikolai Bukharin. Em vários países formaram-se partidos comunistas paralelos que ou foram rejeitados pela Internacional Comunista, ou se distanciaram dela. Suas críticas, em alguns aspectos, tornaram-se semelhantes às posições levantadas pelos trotskistas, mas, como tendência, eram muito menos coerentes. A Oposição da Direita desenvolveu contatos com outros grupos que não se enquadravam nem na social-democracia internacional, nem na Internacional Comunista, como o Partido Trabalhista Independente na Grã-Bretanha. Esta tendência desapareceu em grande parte na época da Segunda Guerra Mundial. Em outros casos, as tendências marxistas dissidentes se desenvolveram fora do movimento comunista estabelecido, como os marxistas anushlianos na Índia.

## Titoísmo
Inicialmente, o Partido Comunista da Jugoslávia e o regime estabelecido por meio da bem-sucedida guerra de libertação contra os invasores do Eixo pelos partizantes se baseavam nos da União Soviética, e Tito era considerado "o pupilo mais fiel de Stálin ". No entanto, em 1948, os dois líderes se separaram e os assessores de Tito (mais notavelmente Edvard Kardelj, Milovan Đilas e Moša Pijade) começaram um esforço teórico para desenvolver uma nova marca do Socialismo que seria tanto marxista-leninista na natureza quanto antistalinista na prática. O resultado foi o sistema iugoslavo de autogestão dos trabalhadores socialistas, também conhecido como titoísmo, baseado na organização de todas as atividades produtivas da sociedade em "unidades autogeridas".
Đilas, particularmente, escreveu extensivamente contra o stalinismo e criticou radicalmente o aparato burocrático construído pelo bolchevismo na União Soviética. Mais tarde, ele também se tornou crítico de seu próprio regime e se tornou um dissidente na Iugoslávia. Ele foi preso, mas depois perdoado.

## Esquerda não comunista
"Esquerda não comunista", ou NCL, era uma designação usada no Departamento de Estado dos EUA e na Agência Central de Inteligência (CIA) referindo-se principalmente a intelectuais esquerdistas que se desiludiram com Stalin. Arthur Schlesinger, Jr. destacou o poder crescente do grupo em um ensaio popular de 1948 intitulado "Nem direita, nem esquerda, mas um centro vital". Outra publicação importante foi O Deus que Falhou (1948), uma compilação de ensaios de seis ex-comunistas que permaneceram na esquerda.

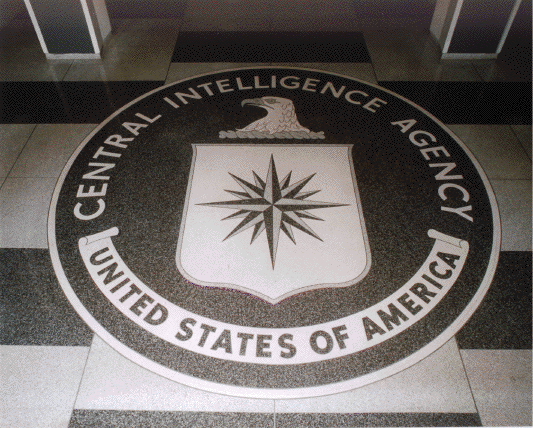
Uma grande corrente internacional de antistalinismo foi patrocinada pela CIA

Conquistar e aproveitar o poder da NCL tornou-se objetivo central na luta de propaganda dos EUA contra a URSS durante o início da Guerra Fria. Essa estratégia inspirou diretamente a criação do Congresso de Liberdade Cultural, assim como revistas internacionais como Der Monat e Encounter; também influenciou publicações existentes como a Partisan Review.
Sob essas circunstâncias (e consequentemente nos círculos intelectuais da moda nos EUA e na Europa), o antistalinismo tornou-se "quase uma postura profissional", "uma visão total da vida, não menos, ou até mesmo uma filosofia da história". Figuras proeminentes neste grupo incluem Arthur Koestler, Melvin J. Lasky, Dwight Macdonald, Sidney Hook, Stephen Spender, Nicolas Nabokov e Isaiah Berlin. O NCL excluiu notavelmente Jean-Paul Sartre porque não podia aceitar suas opiniões existencialistas individualistas. Os principais organizadores da operação de esquerda não comunista da CIA, intitulada QKOPERA, incluíam Frank Wisner, Lawrence de Neufville, Thomas Braden, CD Jackson e Michael Josselson.(Outros defensores da comunidade de inteligência incluíam George F. Kennan, W. Averell Harriman e o general Lucius D. Clay).
A NCL começou a perder sua coesão e seu apelo à CIA durante o radicalismo do final dos anos 1960. A oposição à Guerra do Vietnã fraturou a coalizão, e as revelações de 1967 do financiamento da CIA (por Ramparts e outros) foram embaraçosas para muitos dos intelectuais envolvidos. Logo após o desenrolar da história, Braden (com o apoio tácito da CIA) escreveu um artigo no Saturday Evening Post que expôs o envolvimento da CIA com a esquerda não comunista e o trabalho organizado.
 Alguns argumentaram que este artigo representava uma ruptura intencional e final da CIA com a NCL.

## A nova esquerda
O surgimento da Nova Esquerda e dos novos movimentos sociais nas décadas de 1950 e 1960 levou a um ressurgimento do interesse por formas alternativas de marxismo. Figuras associadas a estudos culturais britânicos (por exemplo, Raymond Williams), autonomistas e operaístas italianos (por exemplo, Antonio Negri), grupos franceses como a Internacional Situacionista (por exemplo, Guy Debord) e Socialisme ou Barbarie (por exemplo, Cornelius Castoriadis), bem como a revista Telos na América, foram exemplos disso.
Uma esquerda antistalinista emergiu no antigo bloco soviético no início dos anos 90.

## Figuras notáveis na esquerda antistalinista
- Max Shachtman
- Nikolai Bukharin
- Clement Attlee
- Daniel Bell
- Alexander Berkman
- Amadeo Bordiga
- Willy Brandt
- Maurice Brinton
- James Burnham
- Albert Camus
- Cornelius Castoriadis
- Noam Chomsky
- Ante Ciliga
- Milovan Djilas
- Hal Draper
- Alexander Dubček
- Raya Dunayevskaya
- Buenaventura Durruti
- Chen Duxiu
- Emma Goldman
- Michael Harrington[25]
- Christopher Hitchens
- Sidney Hook
- Irving Howe
- Boris Kagarlitsky
- Nikita Khrushchev
- Karl Kilbom
- Leszek Kołakowski
- Karl Korsch
- Bruno Kreisky
- Melvin J. Lasky
- Claude Lefort
- David Lewis
- Ken Loach
- Dwight Macdonald[26]
- Mary McCarthy
- Claude McKay[26]
- Herbert Marcuse
- Paul Mattick
- Adam Michnik
- Imre Nagy
- Andrés Nin
- George Orwell
- Anton Pannekoek
- Boris Pasternak
- Rudolf Rocker
- Franklin Delano Roosevelt
- Bayard Rustin
- Maximilien Rubel
- Otto Rühle
- Bertrand Russell
- Victor Serge[27]
- Ota Šik[28]
- Ignazio Silone
- Susan Sontag
- Augustin Souchy
- Boris Souvarine
- Norman Thomas
- Josip Broz Tito
- Leon Trotsky
- Voline (Vsevolod M. Eikhenbaum)
- Fredric Warburg